# Zatwarowate
Zatwarowate (Sterculiaceae (DC.) Bartl.) – rodzina roślin z rzędu ślazowców (Malvales) wyróżniana w dawniejszych systemach klasyfikacyjnych roślin okrytonasiennych. Ponieważ w takim ujęciu takson miał charakter polifiletyczny zaliczane tu rodzaje klasyfikowane są obecnie do kilku podrodzin w obrębie szeroko ujmowanej rodziny ślazowatych (Malvaceae). Przedstawiciele tych grup występują głównie na obszarach tropikalnych. Są wśród nich gatunki użytkowe i rośliny uprawne, m.in. kakaowiec i kola. 

## Systematyka
Pozycja i podział taksonu według APweb (2001...) (aktualizowany system APG II)
Rodzaje należące do tej rodziny zostały podzielone na kilka linii rozwojowych tworzących podrodziny w obrębie ślazowatych: 
|  | Grewioideae                                            |
|  |                                                        |
|  | Byttnerioideae dawniej w zatwarowatych (Sterculiaceae) |
|  |                                                        |

|  | Brownlowioideae dawniej w lipowatych (Tiliaceae) lub Brownlowiaceae                                                                     |
|  | |
|  | Dombeyoideae dawniej w zatwarowatych Sterculiaceae                                                                                      |
|  | |
|  | Helicteroideae dawniej w zatwarowatych Sterculiaceae                                                                                    |
|  | |
|  | Sterculioideae dawniej w zatwarowatych Sterculiaceae                                                                                    |
|  | |
|  | lipowe (Tilioideae) dawniej jako Tiliaceae                                                                                              |
|  | |
|  | \| \| ślazowe (Malvoideae) dawniej Malvaceae \| \| \| \| \| \| wełniakowe (Bombacoideae) dawniej wełniakowate (Bombacaceae) \| \| \| \| |
|  | |
|  | ślazowe (Malvoideae) dawniej Malvaceae                                                                                                  |
|  | |
|  | wełniakowe (Bombacoideae) dawniej wełniakowate (Bombacaceae)                                                                            |
|  | |

|  | ślazowe (Malvoideae) dawniej Malvaceae                       |
|  |                                                              |
|  | wełniakowe (Bombacoideae) dawniej wełniakowate (Bombacaceae) |
|  |                                                              |

|  | Grewioideae                                            |
|  |                                                        |
|  | Byttnerioideae dawniej w zatwarowatych (Sterculiaceae) |
|  |                                                        |

|  | Brownlowioideae dawniej w lipowatych (Tiliaceae) lub Brownlowiaceae                                                                     |
|  | |
|  | Dombeyoideae dawniej w zatwarowatych Sterculiaceae                                                                                      |
|  | |
|  | Helicteroideae dawniej w zatwarowatych Sterculiaceae                                                                                    |
|  | |
|  | Sterculioideae dawniej w zatwarowatych Sterculiaceae                                                                                    |
|  | |
|  | lipowe (Tilioideae) dawniej jako Tiliaceae                                                                                              |
|  | |
|  | \| \| ślazowe (Malvoideae) dawniej Malvaceae \| \| \| \| \| \| wełniakowe (Bombacoideae) dawniej wełniakowate (Bombacaceae) \| \| \| \| |
|  | |
|  | ślazowe (Malvoideae) dawniej Malvaceae                                                                                                  |
|  | |
|  | wełniakowe (Bombacoideae) dawniej wełniakowate (Bombacaceae)                                                                            |
|  | |

|  | ślazowe (Malvoideae) dawniej Malvaceae                       |
|  |                                                              |
|  | wełniakowe (Bombacoideae) dawniej wełniakowate (Bombacaceae) |
|  |                                                              |

W podrodzinie zatwarowych Sterculioideae Burnett klasyfikowanych jest 12 rodzajów z 430 gatunkami.
- rodzaj: Acropogon Schltr.
- rodzaj: Brachychiton Schott & Endl.
- rodzaj: Cola Schott & Endl. – kola
- rodzaj: Firmiana Marsili
- rodzaj: Franciscodendron B. Hyland & Steenis
- rodzaj: Heritiera Aiton
- rodzaj: Hildegardia Schott & Endl.
- rodzaj: Octolobus Welw.
- rodzaj: Pterocymbium R. Br.
- rodzaj: Pterygota Schott & Endl.
- rodzaj: Scaphium Schott & Endl.
- rodzaj: Sterculia L. – zatwar

Pozycja w systemie Reveala (1993–1999)
Gromada okrytonasienne (Magnoliophyta Cronquist), podgromada Magnoliophytina Frohne & U. Jensen ex Reveal, klasa Rosopsida Bastsch, podklasa ukęślowe (Dilleniidae Takht. ex Reveal & Tahkt.), nadrząd Malvanae Takht., rząd ślazowce (Malvales Dumort.), podrząd Malvineae Rchb., rodzina zatwarowate (Sterculiaceae (DC.) Bartl.).
Wykaz rodzajów według ujęcia Reveala na podstawie Crescent Bloom
Do rodziny zaliczonych było 69 rodzajów: Abroma, Acropogon, Aethiocarpa, Astiria, Ayenia, Brachychiton, Byttneria, Cacao, Cheirolaena, Chiranthodendron, Cola – kola, Commersonia, Cotylonychia, Dicarpidium, Dombeya, Eriolaena, Firmiana, Franciscodendron, Fremontodendron, Gilesia, Glossostemon, Guazuma, Guichenotia, Hannafordia, Harmsia, Helicteres, Helmiopsiella, Helmiopsis, Heritiera, Hermannia, Herrania, Hildegardia, Keraudrenia, Kleinhovia, Lasiopetalum, Leptonychia, Leptonychiopsis, Lysiosepalum, Mansonia, Maxwellia, Megatritheca, Melhania, Melochia, Neoregnellia, Nesogordonia, Octolobus, Paradombeya, Paramelhania, Pentapetes, Pimia, Pterocymbium, Pterospermum, Pterygota, Rayleya, Reevesia, Ruizia, Rulingia, Scaphium, Scaphopetalum, Seringia, Sterculia, Theobroma – kakaowiec, Thomasia, Triplobus, Triplochiton, Trochetia, Trochetiopsis, Ungeria, Waltheria.